# Gautschova jazyková nařízení
Gautschova jazyková nařízení je označení pro jazyková nařízení, která 5. března 1898 vydala pro Čechy a pro Moravu předlitavská vláda Paula Gautsche. Rušila platnost předcházejících předpisů včetně Badeniho jazykových nařízení z předcházejícího roku 1897.

## Obsah nařízení
Jednalo se o další pokus, jak vyřešit krizi týkající se používání českého jazyka a německého jazyka ve vnitřní úřední komunikaci v Čechách a na Moravě. Gautschova jazyková nařízení chtěla v Čechách zavést tři jazyková pásma - české, německé a smíšené. Na Moravě se měla vyskytovat pouze dvě jazyková pásma - německé a smíšené.
Dále se přesně vymezilo, jaké okresy mají být považovány za jednojazyčné a jaké za smíšené. V jednojazyčném okresu byl úředním jazykem ten jazyk, k němuž se hlásilo místní obyvatelstvo na základě posledního sčítání lidu. Ve smíšeném okresu pak byla úředním jazykem čeština i němčina.

## Osud nařízení
Nařízení vstoupila v platnost až za deset dní, tj. 15. března 1898. Ihned po vydání Gautschových jazykových nařízení podal Paul Gautsch demisi vlády. Novou vládou Předlitavska se ještě téhož dne stala vláda Franze Thuna. Když důsledkem Svatodušního programu Thunova vláda padla a moci v Předlitavsku se stala vláda Manfreda Clary-Aldringena, zrušila tato vláda dne 14. října 1899 platnost Gautschových jazykových nařízení. Tím se v otázce používání jazyků v úřední komunikaci prakticky navrátil stav před 5. duben 1897, kdy byla vydána Badeniho jazyková nařízení.